# Majestic Centre

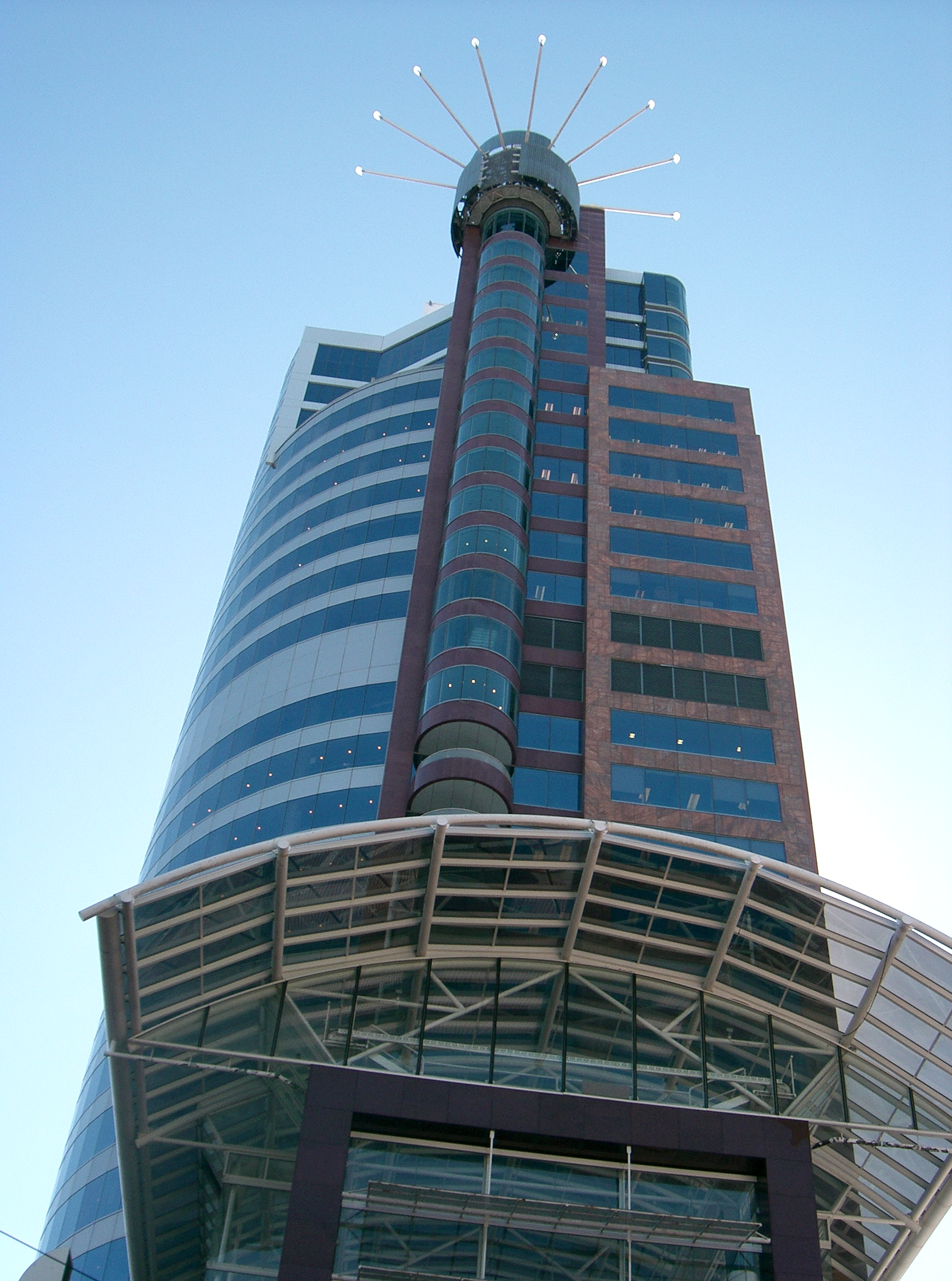
Majestic Centre

O Majestic Centre é o mais alto edifício de Wellington, Nova Zelândia. Foi desenhado por Jack Manning em associação com Kendon McGrail e foi completado em 1991. O edifício na Willis Street, 100 tem 116 metros de altura e 29 andares. É principalmente usado como espaço para escritórios.
Em 2006, o principal ocupante do edifício era o IBM. Outros ocupantes incluem a Embaixada Japonesa e a Airways Corporation.